# Juul
Juul Labs, Inc.是一家美国电子烟公司，2017年从Pax Labs分拆出来。Juul Labs由Adam Bowen和James Monsees共同创辦。公司总部位于旧金山。2018年9月，Juul的美國市场份额达到72%。2018年12月20日，奧馳亞以128亿美元收购了Juul 35%的股份。由於Juul市場份額較大，加之其生產的電子煙中的尼古丁浓度較高，Juul引起美國公共卫生界的关注，也引起美国食品药品监督管理局對其展開多项调查。